# Pata (állattan)

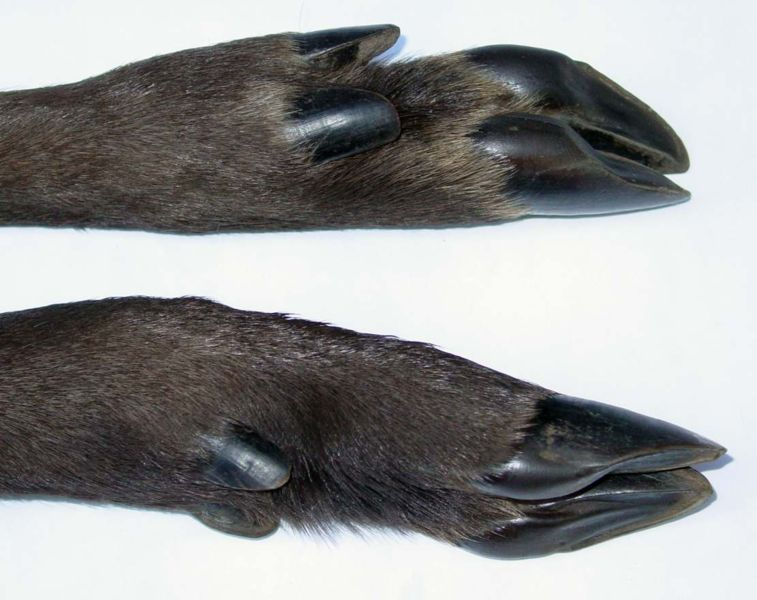
Európai őz (Capreolus capreolus) hasított patái, fattyúcsülökkel

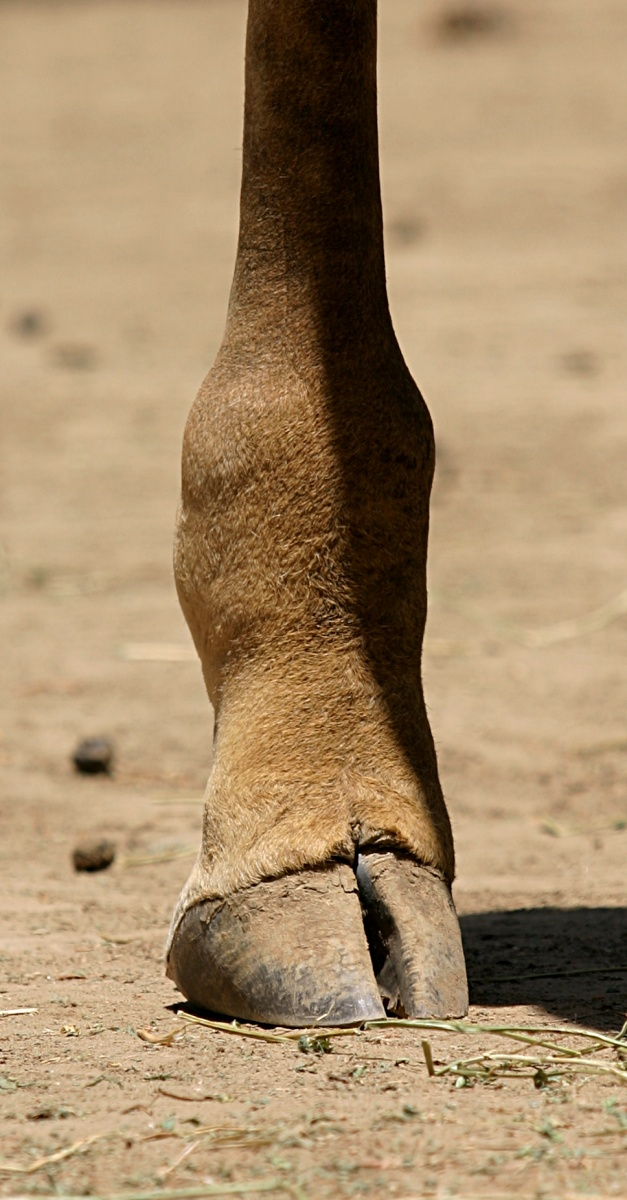
Zsiráf hátsó lába, nincs fattyúcsülök

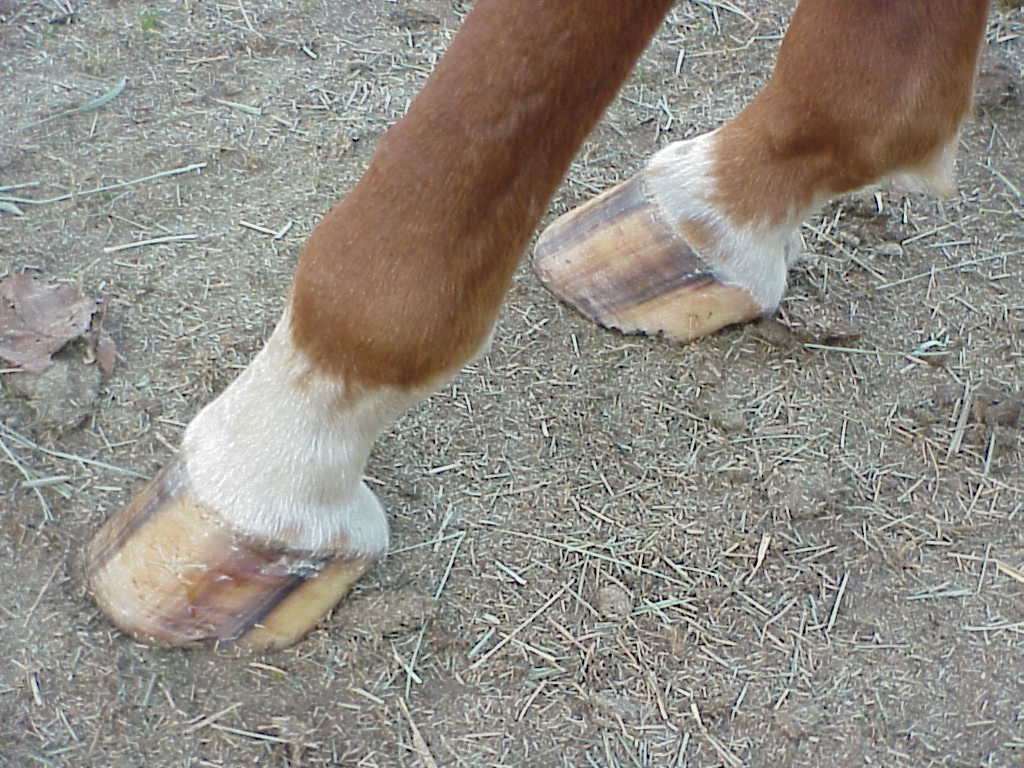
Ló hátsó lábai

A pata a patás emlősök ujjának a hegye, melyet egy vastag szaruréteg (keratin) fed. A pata az ásás, kaparás, alátámasztás szerve, és egyben támadó fegyver is. A pata egy kemény vagy gumiszerű talpi részből és egy vastag köröm alkotta, az ujjhegyet körülvevő kemény falból áll. Az állat súlyát rendesen a talpi rész és a pata fali széle együttesen hordozza. A paták folyamatosan nőnek, és folyamatosan kopnak a használat következtében.
A legtöbb párosujjú patás (mint a birka, kecske, szarvas, szarvasmarha, bölény és sertés) minden lábán van két fő pata, melyek együttes megnevezése hasított pata, vagy főcsülök.  A hasított patájú állatok többsége rendelkezik két kisebb patával melyet fattyúcsülöknek hívunk. Ezek a lábon egy kicsit feljebb találhatók és nem használják járás közben, de néhány nagyobb fattyúcsülökkel rendelkező faj (mint a szarvasok és disznók) puha talajon vagy futás, vagy ugrás közben érinthetik a talajt. Más hasított patájú állatok (mint pl. a zsiráfok és villásszarvú antilopok) nem rendelkeznek fattyúcsülökkel.  Néhány úgynevezett "hasított patájú" állat, mint pl. a tevék esetében nincs igazi pata – az ujj lágyabb, és a maga a pata alig több mint körömmé redukálódott.
Néhány fajnak a páratlanujjú patások (lófélék) közül minden lábán egy patája van; mások (többek között rinocéroszok, tapírok és sok kihalt faj) esetében van (vagy volt) három patás vagy erős körmökkel rendelkező ujja, vagy egy pata és két fattyúcsülök. A tapír egy rendhagyó eset, neki három ujja van hátsó lábain és négy az elsőkön.
A paták számát veszik figyelembe az állati hús kóser státuszának megállapításánál.

## Fordítás
- Ez a szócikk részben vagy egészben a Hoof című angol Wikipédia-szócikk ezen változatának fordításán alapul.  Az eredeti cikk szerkesztőit annak laptörténete sorolja fel. Ez a jelzés csupán a megfogalmazás eredetét és a szerzői jogokat jelzi, nem szolgál a cikkben szereplő információk forrásmegjelöléseként.